# Jordi d'Antioquia
Jordi d'Antioquia va ser l'autor d'una vida de Joan Crisòstom. Foci esmenta l'obra però diu que no pot dir gairebé res de cert sobre el seu autor.
És considerat bisbe d'Antioquia i es pensa que va viure cap al començament del segle vii, que coincideix amb l'episcopat de Jordi, patriarca d'Antioquia, del 616 al 630; cap altre patriarca porta el nom de Jordi abans de Foci, per la qual cosa caldria suposar que aquest va ser l'escriptor. L'obra ocupa unes cent pàgines tipus foli, i és en gran part un relat fabulós i poc útil. L'autor, al prefaci de l'obra diu que va extreure detalls de la vida de Crisòstom de les obres de Pal·ladi d'Helenòpolis i de Sòcrates Escolàstic.